# Petrača
Petrača falu Horvátországban, Dubrovnik-Neretva megyében. Közigazgatásilag Župa dubrovačka községhez tartozik.

## Fekvése
A Dubrovnik városától légvonalban 8, közúton 10 km-re keletre, községközpontjától légvonalban és közúton 1 km-re északra, a Gornji Brgatról Srebrenóra menő út mentén, Buići és Srebreno között fekszik.

## Története
A falu határában, Buići és Petrača között a középkori Szent György maradványai között előkerült ókori kőtöredékek bizonyítják, hogy ezen a területen már az ókorban éltek emberek. A leletek kora az ókortól a 10. századon át egészen a 12. századig terjed, mely azt igazolja, hogy itt később is folyamatos élet volt. A legrégibb itt élt ismert nép az illírek egyik harcias törzse, az ardiaták voltak, akik az i. e. 4. századból hagyták itt nyomaikat. A magaslatokon épített erődített településeken éltek és kőből emelt halomsírokba temetkeztek. A rómaiak hosszú harcok után végül i. e. 135-ben verték le az ardiatákat. Közigazgatási központjuk innen délkeletre, a mai Donji Obod területén fekvő Epidaurum városa volt. A Nyugatrómai Birodalom bukása után a keleti gótok özönlötték el a térséget, őket 537-től 1205-ig kisebb megszakításokkal a bizánciak követték. A 7. században avarok és a kíséretükben érkezett szlávok, a mai horvátok ősei árasztották el a területet. A várakat lerombolták és az ellenálló lakosságot leöldösték. Így semmisült meg a mindaddig fennálló Epidaurum. A túlélő lakosság előbb Župára, majd Raguzába menekült. A 9. századra már a horvátok is felvették a kereszténységet.
A település 10. századi létezését az itt talált korabeli bizánci pénzérmék igazolják. A Szentháromság templom a 15. században épült. A lakosság 1806-ban is sokat szenvedett a montenegrói és orosz hadak pusztításától, akik sok házat, épületet, több templomot kifosztottak és leromboltak. Az ostromló hadakat a franciák kényszerítették visszavonulásra. A Raguzai Köztársaság bukása után 1806-ban Dalmáciával együtt ez a térség is a köztársaságot legyőző franciák uralma alá került, de Napóleon bukása után 1815-ben a berlini kongresszus Dalmáciával együtt a Habsburgoknak ítélte. 1857-ben 203, 1910-ben 152 lakosa volt. 1918-ban az új szerb-horvát-szlovén állam, majd később Jugoszlávia része lett. A délszláv háború idején 1991 októberében a jugoszláv hadsereg és a szerb szabadcsapatok foglalták el a települést, melyet kifosztottak és felégettek. A lakosság a közeli Dubrovnikba menekült és csak 1992 tavaszán térhetett vissza. A háború után rögtön megindult az újjáépítés. Dubrovnik közelsége és a turizmus növekedése miatt lakossága az utóbbi két évtizedben ugrásszerűen nőtt. 2011-ben már 806 lakosa volt, akik főként turizmussal és mezőgazdasággal foglalkoztak.

## Népesség
| Lakosság változása | Lakosság változása | Lakosság változása | Lakosság változása | Lakosság változása | Lakosság változása | Lakosság változása | Lakosság változása | Lakosság változása | Lakosság változása | Lakosság változása | Lakosság változása | Lakosság változása | Lakosság változása | Lakosság változása | Lakosság változása |
| ------------------ | ------------------ | ------------------ | ------------------ | ------------------ | ------------------ | ------------------ | ------------------ | ------------------ | ------------------ | ------------------ | ------------------ | ------------------ | ------------------ | ------------------ | ------------------ |
| 1857               | 1869               | 1880               | 1890               | 1900               | 1910               | 1921               | 1931               | 1948               | 1953               | 1961               | 1971               | 1981               | 1991               | 2001               | 2011               |
| 203                | 153                | 171                | 186                | 182                | 152                | 172                | 169                | 141                | 142                | 144                | 163                | 0                  | 0                  | 603                | 806                |

(1981-ben és 1991-ben lakosságát Dubrovnikhoz számították.)

## Nevezetességei
- A Szentháromság tiszteletére szentelt temploma a 15. századból származik. 1902-ben és 1983-ban megújították.

- Buići és Petrača között találhatók a középkori, 1321 előtt épített Szent György templom maradványai, ahol 2006-ban egy 11. századból származó glagolita feliratos kőtáblát találtak. A leletet ma a spliti régészeti múzeumban őrzik. A templom körül temető is volt. Itt 28 sírt tártak fel, melyekből a 10. század első feléből származó bizánci ezüst pénzérme, 4 darab 11–12. századi bronz bizánci pénzérme és glagolita feliratos tégla töredékek kerültek elő. A falmaradványok között ókori sírkőtöredékeket, kerámia töredékeket, tetőcserepeket, állati csontokat és kagylókat találtak. A leletek megerősítik, hogy itt már az ókorban település állott. A Szent György templomot története során többször is felújították, de végül 1976-ban le kellett bontani és helyette újat építettek.

- A mandaljenai Szent Mária Magdolna-templom[4] a 13. században épült, 18. századi átépítésekkel. A templom Mandaljena falucska központjában található. Keletelt tájolású, hosszúkás, kereszt alaprajzú épület, északon négyzet alaprajzú apszissal és a hozzá csatlakozó kettős sekrestyével. Nyugaton üvegezett előcsarnoka, az oromzaton pedig hármas nyílású harangdúca van. A főhomlokzatot a portál és a felette látható rozetta tagolja. A déli homlokzatot egyszerű portál és az első emeleti ablakok tagolják.